# Thalassia Zoni Anatolika Kai Notia Chersonisou Athona
Thalassia Zoni Anatolika Kai Notia Chersonisou Athona este o arie protejată (arie de protecție specială avifaunistică — SPA) din Grecia întinsă pe o suprafață de 17.090,51 ha, integral marine.

## Localizare
Centrul sitului Thalassia Zoni Anatolika Kai Notia Chersonisou Athona este situat la coordonatele 40°23′18″N 24°06′32″E / 40.388417°N 24.108886°E.

## Înființare
Situl Thalassia Zoni Anatolika Kai Notia Chersonisou Athona a fost declarat arie de protecție specială avifaunistică în baza directivei 79/409 din 1979 referitoare la conservarea păsărilor sălbatice pentru a proteja 1 specie de animale.

## Biodiversitate
Situată în ecoregiunea marină mediteraneană, aria protejată nu include niciun habitat protejat.
La baza desemnării sitului se află o specie protejată de  păsări: Phalacrocorax aristotelis desmarestii.